# سانت پره د تریو
سانت پره د تریو (به اسپانیایی: Sant Pere de Torelló) یک شهرستان در اسپانیا است که در بارسلون واقع شده‌است.